# María Florencia Fernández
Maria Florencia Fernández (née le 12 novembre 1991) est une joueuse d'échecs argentine, sacrée plusieurs fois championne d'Argentine.

## Palmarès en Argentine
María Florencia Fernández remporte son premier titre en 2009 sur un score de 7.5 points sur 9 possibles.
En 2011, elle termine à la troisième place et en 2013, elle remporte à nouveau le titre et son grade de Maître international féminine. L'année suivante, elle est deuxième, à un demi-point de Claudia Amura.
Au classement FIDE de novembre 2015, elle avait un Elo de 2219 points, ce qui faisait d'elle la numéro 4 féminine en Argentine.
Elle remporte aussi les éditions 2017, 2018 et 2022 du championnat national.

## Participation aux Olympiades d'échecs
Maria Florencia Fernández a représenté l'Argentine à trois Olympiades d'échecs entre 2010 et 2014, avec un score de 50,0% (8 victoires, 4 parties nulles et 8 défaites).